# Onthophagus hyaena
Onthophagus hyaena là một loài bọ cánh cứng trong họ Bọ hung (Scarabaeidae).